# Conte di Swinton
Conte di Swinton è un titolo nobiliare inglese nella Parìa del Regno Unito.

## Storia
Il titolo venne creato nel 1955 per il politico conservatore Philip Cunliffe-Lister, I visconte Swinton. Questi era già stato creato Visconte Swinton, di Masham nella contea di York, nel 1935, e venne creato anche Barone Masham, di Ellington nella contea di York, nel contempo in cui ricevette la contea. Nato Philip Lloyd-Greame, fu marito di Mary Constance "Molly" Boynton, nipote di Samuel Cunliffe-Lister, I barone Masham. Quando la moglie ereditò la grande residenza di famiglia di Masham nel 1924, assunse il cognome  Cunliffe-Lister al posto di Lloyd-Greame.
Il I conte venne succeduto da suo nipote, il II conte. Questi era il figlio primogenito del maggiore John Yarburgh Cunliffe-Lister, che rimase ucciso nel corso della Seconda Guerra Mondiale. Lord Swinton fu Capitano degli Yeomen della Guardia dal 1982 al 1986 nell'amministrazione conservatrice di Margaret Thatcher. Sua moglie fu Susan Cunliffe-Lister, baronessa Masham di Ilton. Attualmente i titoli sono detenuti dal fratello minore dell'ultimo conte, il III conte, al quale è succeduto nel 2006.
Il nome del titolo è derivato da Swinton Park presso Masham, nel North Yorkshire. La sede di famiglia è oggi Dykes Hill House, presso Masham, nel North Yorkshire.

## Conti di Swinton (1955)
- Philip Cunliffe-Lister, I conte di Swinton (1884–1972)
  - John Yarburgh Cunliffe-Lister (1913-1943)
- David Yarburgh Cunliffe-Lister, II conte di Swinton (1937–2006)
- Nicholas John Cunliffe-Lister, III conte di Swinton (n. 1939)

L'erede apparente è il figlio dell'attuale detentore del titolo, Mark William Philip Cunliffe-Lister, lord Masham (n. 1970)